# Плиска білоброва
Плиска білоброва (Motacilla maderaspatensis) — вид горобцеподібних птахів родини плискових (Motacillidae).

## Назва
Видова назва maderaspatensis походить від назви міста Мадрас (сучасне Ченнаї).

## Поширення
Ендемік Індійського субконтиненту. Поширений в Індії, на півночі Пакистану, на півдні Непалу, у Бутані та Бангладеш. Взимку трапляється у Шрі-Ланці. Мешкає у відкритих місцевостях неподалік водойм.